# Ancora una notte insieme
Ancora una notte insieme è un album antologico del gruppo musicale italiano Pooh. Si tratta dell'ultimo lavoro proposto dal complesso nella formazione più famosa (Roby, Dodi, Stefano e Red). L'album è uscito l'8 maggio 2009 ed è stato preceduto dalla programmazione radiofonica dell'unico inedito dal titolo omonimo. L'antologia rimane in testa alle classifiche per 10 settimane consecutive.
Viene ristampata una selezione particolare di canzoni non necessariamente tra le più famose, dato che si tratta di tutti i brani cantati dai quattro musicisti a quattro voci alternate, nell'impasto che li ha resi famosi, oltre a un inedito scritto proprio pensando al particolare momento. Con questa produzione ed il relativo tour infatti il batterista Stefano D'Orazio si congeda dal gruppo nel quale era entrato nel 1971.
Dopo l'ultimo album di inediti Ascolta, questa uscita prosegue una lunga serie di album antologici, di cover o dal vivo, la quale comprende anche La grande festa, Noi con voi e Beat ReGeneration.

## Tracklist

### CD 1
1. Ancora una notte insieme - inedito (Facchinetti - Negrini) - Voci principali: Dodi, Red, Roby, Stefano
2. Anni senza fiato - da "Non siamo in pericolo/Anni senza fiato" - 1982
3. Donne italiane, - da "Uomini soli" - 1990
4. Brava la vita - da "The Best of Pooh" - 1997
5. La mia donna - da "Aloha" - 1984
6. Buona fortuna - da "Buona fortuna (album Pooh)" - 1981
7. Io da solo - da "Oasi (album)" - 1988
8. Tropico del nord - da "Tropico del nord" - 1983
9. Il cielo è blu sopra le nuvole - da "Il cielo è blu sopra le nuvole" - 1992
10. Se balla da sola - da "Un posto felice" - 1999
11. Per noi che partiamo - da "Asia non Asia" - 1985
12. Tu dov'eri - da "Il colore dei pensieri" - 1987
13. Gioco di bimba - da "Beat ReGeneration" - 2008
14. E non serve che sia Natale - da "Musicadentro" - 1994
15. Amici per sempre - da "Amici per sempre (album)" - 1996
16. Puoi sentirmi ancora - da ''Concerto di Natale in Vaticano'' - 2000

### CD 2
1. Uomini soli - da "Uomini soli" - 1990
2. Forse Natale - da "...E le stelle stanno a cantare" - 1986
3. Capita quando capita - da "Ascolta" - 2004
4. Happy Christmas (War is Over) - da "Natale con i tuoi..." - 1983
5. Per chi merita di più - da "Asia non Asia" - 1985
6. Fare, sfare, dire, indovinare - da "Poohlover" - 1976
7. Tu vivrai - da "Uomini soli" - 1990
8. I respiri del mondo - da "Cento di queste vite" - 2000
9. Buonanotte ai suonatori - da "Buonanotte ai suonatori" - 1995
10. In Italia si può - da "Il cielo è blu sopra le nuvole" - 1992
11. Destini - da "La grande festa" - 2005
12. C'è bisogno di un piccolo aiuto - da "Amici per sempre (album)" - 1996
13. 20000 leghe sopra i cieli - da "Un posto felice" - 1999
14. Il giorno prima - da "Aloha" - 1984
15. Goodbye - da "Giorni infiniti" - 1986
16. Ancora tra un anno (live) - da "Poohbook" - 1995

## Formazione
- Roby Facchinetti - voce e tastiere
- Dodi Battaglia - voce e chitarre
- Stefano D'Orazio - voce e batteria
- Red Canzian - voce e basso

## Andamento nella classifica italiana degli album
| Posizione | 1 | 1 | 1 | 1 | 1 | 1 | 1 | 1 | 1 | 1 |

## Videoclip
Per il videoclip dell'inedito, il gruppo ha scelto di adottare una soluzione diversa dal solito e realizzarlo completamente in animazione, comparendo in carne ed ossa solo nell'ultima sequenza dove si allontanano emblematicamente dalla scena di spalle.
Il videoclip realizzato da Andrea Falbo e Andrea Gianfelice, ha vinto Il Premio Speciale del PVI 2009 quale “tributo alla bellezza estetica dell'opera e all'onestà intellettuale della band che ha messo per immagini il suo periodo più recente e l'ultimo progetto insieme nella storica formazione”. Roby Facchinetti presente in sala allo IULM di Milano con gli autori, ha confermato ulteriormente la volontà di andare avanti dei tre membri rimasti: "sentiamo il peso della nostra storia".